# Palmerar d'Elx
El Palmerar d'Elx, o millor Hort de Palmeres, és una gran extensió de palmeres situada dins del nucli urbà de la ciutat d'Elx. És el palmerar més gran d'Europa (240.000 exemplars, aproximadament), i al món sols el superen alguns palmerars àrabs. Al País Valencià, l'únic altre palmerar significant és el d'Oriola, al Baix Segura, d'unes dimensions més reduïdes.
El principal tipus de palmera que es troba és l'anomenada Phoenix dactylifera. Aquest tipus de palmera fou duta pels musulmans durant l'ocupació dels moriscos.
El Palmerar d'Elx fou declarat Patrimoni de la Humanitat per la UNESCO l'any 2000.

## Consideració de patrimoni
Un dels motius per a considerar el palmerar del Camp d'Elx patrimoni és la seua condició d'únic en termes de la seua funció agrícola i cultural. És a dir, el palmerar és un exemple gairebé únic de la transferència i implantació de la cultura agrícola aràbiga a Europa, conseqüència de l'ocupació musulmana de la península Ibèrica a la darreria del segle viii. Segons la UNESCO, el palmerar hauria adquirit la seua fesomia actual als volts del segle x, alhora que es va crear la ciutat musulmana d'Ils (Elx).
Concretament, el Palmerar d'Elx és un exemple destacable del «jardí de palmeres», un element tan habitual del paisatge magribí. Es divideix en nombrosos horts o petits terrenys quadrats o rectangulars, on el centre és reservat per al conreu d'arbres de secà com el magraner, mentre als marges destaquen una fila de palmeres que donen ombra i ajuden a crear microclimes més suaus i humits que beneficien el creixement dels altres arbres, més petits i menys avesats al clima sec i calorós de l'extrem sud d'Europa. El sistema d'aquests horts, situats frec a frec, crea una sèrie de dobles files de palmeres, i fa un efecte de «manta de quadres». Junt amb això, el sistema de rec hi és únic: tradicionalment, es regava a manta, és a dir, inundant l'hort amb l'ajut de séquies. Es feia així sobretot per la mala qualitat de l'aigua, provinent del riu Vinalopó, que, com que conté molta sal, si romania estàtica, deixava la sal damunt del conreu i el feia malbé. La divisió física entre les palmeres a la perifèria i el conreu d'enmig, facilitada també per solcs i canalització en terra, significa que els llauradors podrien regar-los independentment. Com que les palmeres toleren aigua més salina que altres plantes, els regants reservaven l'aigua més neta per al conreu central.
Tanmateix, tot i la declaració com a patrimoni natural, l'abandonament d'aquesta mena d'agricultura ha significat, en la pràctica, la desaparició en gran part d'aquestes tècniques, i la substitució dels arbres d'enmig per més palmeres, de tal manera que molts horts destaquen files de palmeres joves al centre, on abans creixia magraners o ametllers.

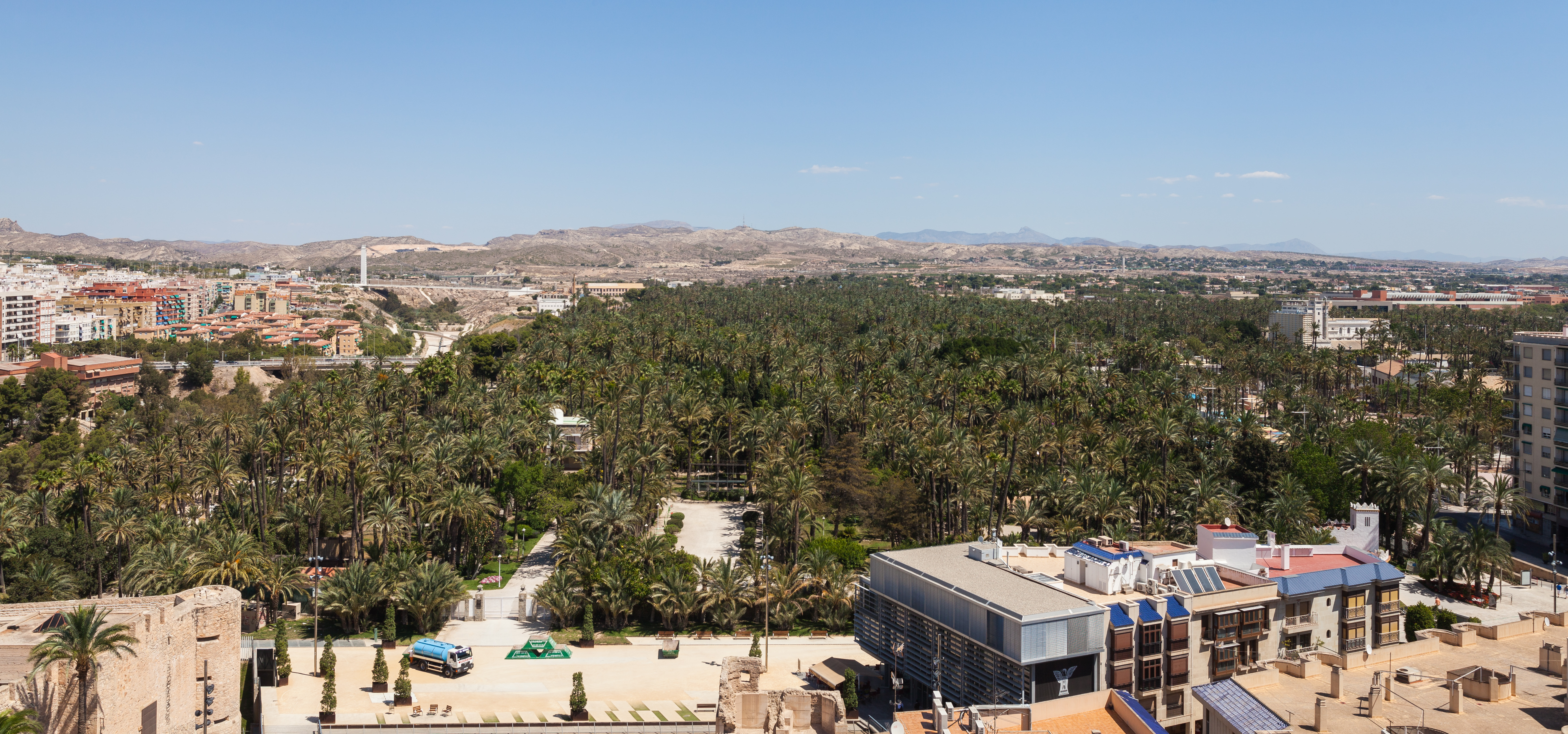
Vista des de la basílica de Santa Maria, direcció nord.
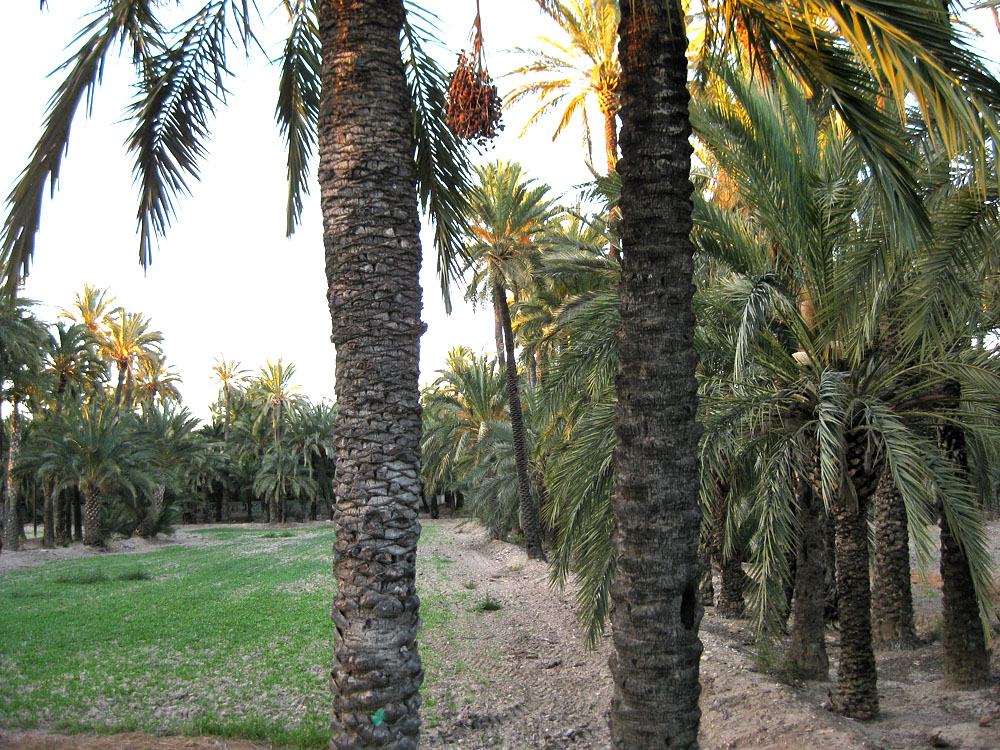
Vista d'un hort on s'observa la composició clàssica de vores de palmera mentre la zona central es reserva per al conreu

## La plaga del morrut roig
Una altra amenaça per a la supervivència del palmerar és el morrut roig, un insecte que deixa les seues larves dins el tronc de les palmeres. Quan aquestes es coven, mengen l'arbre i el deixen delmat. Un dels problemes en tractar aquesta plaga és que l'insecte és volador, i les palmeres es troben en gran proximitat. El problema més gran, però, és detectar-hi la presència de les larves: quan hom pot notar-ne la presència és ja massa tard per a salvar l'exemplar. Finalment, el tema de com desfer-se dels arbres infectats és complex: si es cremen, els insectes fugen a l'arbre més proper, de tal manera que les autoritats els trinxen.
Cal parar esment en les notables desavinences entre l'Ajuntament d'Elx i la Generalitat Valenciana, ja que si la primera és l'amo legal del palmerar, la que té competències en l'afer del morrut roig és la Generalitat.